# Cyproidea robusta
Cyproidea robusta is een vlokreeftensoort uit de familie van de Cyproideidae. De wetenschappelijke naam van de soort is voor het eerst geldig gepubliceerd in 2006 door Ren.